# Gerd Zewe
Gerd Zewe (Stennweiler, 13 de junho de 1950) é um ex-futebolista e treinador alemão que atuava como meia.

## Carreira
Zewe atuou toda sua carreira no Fortuna Düsseldorf, sendo o recordista de jogos pelo clube.

## Seleção nacional
Gerd Zewe fez parte do elenco campeão da Seleção Alemã de Futebol, na Copa do Mundo de 1978. 